# گروسویلفرسدورف
گروسویلفرسدورف (به آلمانی: Großwilfersdorf) یک منطقهٔ مسکونی در اتریش است که در هارتبرگ فورستنفلد واقع شده‌است. گروسویلفرسدورف ۲۰٫۹۱ کیلومتر مربع مساحت دارد ۲۷۴ متر بالاتر از سطح دریا واقع شده‌است.